# Wankhede Stadium
Il Wankhede Stadium è uno stadio di cricket di Mumbai, in India. Ha ospitato diverse importanti partite di cricket ed ha ospitato la finale della Coppa del Mondo di cricket 2011 vinta dalla nazionale di cricket dell'India.